# Charadrius tricollaris
El chorlitejo tricollar (Charadrius tricollaris) es una especie de ave charadriiforme de la familia Charadriidae.  A menudo es visto solo sin embargo a veces forma pequeñas bandadas. Su aguda visión le permite cazar insectos, gusanos y otros invertebrados con singular éxito. Su silbido es como un weeet-weet agudo.

## Descripción
El chorlitejo tricollar adulto llega a medir hasta 18 cm de longitud. Tiene alas y cola largas, teniendo por lo tanto un aspecto diferente a la mayoría de los chorlitejos, con excepción del chorlitejo de Forbes (Charadrius forbesi) con el cual está estrechamente relacionado.
En los ejemplares adultos, el dorso de su cuerpo es de un color marrón medio mientras que las partes inferiores son de color blanco a excepción de dos bandas negras, separadas por una blanca. Estas bandas son las que le dan tanto su nombre común como el científico. Su cabeza tiene una "corona" negra rodeada de una franja blanca que se extiende desde la frente hasta la parte posterior del cuello, su cara es gris convirtiéndose en marrón al llegar el cuello. Tiene un anillo rojo alrededor de los ojos.
La subespecie de Madagascar, C. t. bifrontatus, tiene una franja entre la cabeza y su cara blanca mientras que ambos lados de la cabeza son grises. Los sexos son similares, y los ejemplares juveniles, tanto de la subespecie nominal como la propia de Madagascar, se parecen a los adultos aunque con un pequeño cambio de coloración en la frente, la cual es marrón por un corto tiempo.

## Subespecies
Se conocen las siguientes subespecies:
- Charadrius tricollaris bifrontatus Cabanis, 1882
- Charadrius tricollaris tricollaris Vieillot, 1818

## Distribución y hábitat
Habita en gran parte de África oriental, meridional y Madagascar, principalmente en los ríos y lagos.